# Gran Panadés
El Gran Panadés es una denominación de uso común pero de carácter popular que se refiere al conjunto de municipios que forman el Bajo Panadés el Alto Panadés, el Garraf y parte del territorio de Noya que históricamente formaron parte de la veguería de Vilafranca. Está localizado en Cataluña, España.

## Geografía
Su territorio está delimitado al este, al norte y al oeste por las sierras litorales y prelitorales. Es un territorio homogéneo y relativamente plano en la franja litoral y la depresión penedesenca, situada entre las cuencas del Foix y del Noya.

## Historia
Antiguamente estos territorios formaban parte de la Olérdola romana y posteriormente estos términos municipales formaron parte de la veguería de Vilafranca existente desde el 1304 al 1716 cuando fue renombrada a corregimiento de Vilafranca en aplicación de los Decretos de Nueva Planta. Además en 1833 fue recortada por la división de Cataluña en cuatro provincias, y posteriormente fue dividida en diferentes comarcas por la división territorial de Cataluña hecha por la Generalitat en 1936, aunque revertida por el franquismo en el año 1938. Actualmente sus territorios pertenecen pues a tres comarcas, dos de ellas en la provincia de Barcelona (Alto Panadés y Garraf) y una en la provincia de Tarragona (Bajo Panadés).

## Reivindicación social
La iniciativa Per una vegueria pròpia es de carácter social y tiene su base en los nexos que han tenido estos territorios históricamente. Está a favor de la creación de la Veguería del Panadés en la próxima división territorial de Cataluña para resolver la fragmentación "provincial" existente desde 1833 y contendría los municipios del Alto Panadés, el Bajo Panadés y el Garraf, y aquellos municipios de Noya que voten una moción favorable a adherirse. En palabras de su propio manifiesto la Veguería del Panadés tendría la intención de desarrollar los valores comunes de estos territorios sin tener que asumir las insuficiencias y excedentes de otros territorios metropolitanos.

### Adhesiones destacables

Municipios adheridos en diciembre de 2007.

Mapa de Veguerías, incluidas la del Panadés y el Alto Ter.

En octubre de 2007 se habían adherido:
- 56 Ayuntamientos: Albiñana; Arbós, Argensola, Bañeras, Bellprat, Bellvey, Bonastre, Cabrera de Igualada, Calafell, Capellades, Carme, Castellolí, Castellví de la Marca, Cubellas, Cunit, Montmell, Pla del Panadés, Vendrell, Fontrubí, Gélida, Hostalets de Pierola, Igualada, Jorba, La Bisbal del Panadés, La Granada, La Llacuna, La Pobla de Claramunt, Torre de Claramunt, Las Cabanyas, Lloréns, Masquefa, Montmaneu, Olèrdola, Olesa de Bonesvalls, Olivella, Piera, Pachs del Panadés, Pontons, Puigdalba, San Jaime dels Domenys, San Martín de Tous, San Martín Sarroca, San Pedro de Ribas, San Pedro de Riudevitlles, San Quintín de Mediona, San Sadurní de Noya, Santa Fe del Panadés, Santa María de Miralles, Sitges, Subirats, Torrelavit, Vallbona, Veciana, Villafranca del Panadés, Villanueva y Geltrú y Viloví.

- Consejos Comarcales: Alto Panadés, Noya, Bajo Panadés y Garraf (100% de la población)
- 9 asociaciones empresariales
- 23 empresas a título personal
- 105 entidades, asociaciones o grupos
- 3 partidos políticos parlamentarios (CiU, ERC y PPC)
- 11.750 ciudadanos y ciudadanas a título personal.

Resumen de municipios adheridos
| COMARCA      | MUNICIPIOS | A FAVOR | EN CONTRA | PENDIENTE | POBLACIÓN A FAVOR |
| ------------ | ---------- | ------- | --------- | --------- | ----------------- |
| Alto Panadés | 27         | 20      | 4         | 3         | 79.697 (85%)      |
| Bajo Panadés | 14         | 12      | 0         | 2         | 82.593 (96%)      |
| Garraf       | 6          | 5       | 0         | 1         | 129.677 (97%)     |
| Noya*        | 33         | 19      | 0         | 14        | 77.039 (70%)      |
| TOTAL        | 80         | 56      | 4         | 20        | 369.906 (87%)     |

*La entrada de mociones en favor de la Veguería del Panadés en Noya está todavía en proceso.

Ayuntamientos que pronto votarán la moción:
- Bruch (Noya)
- Maslloréns (Bajo Panadés)
- Orpí (Noya)
- Rubió (Noya)
- Santa Oliva (Bajo Panadés)
- Torrellas de Foix (Alto Panadés)